# 米丽娅姆·雅德妮
米丽娅姆·雅德妮  （希伯來語：‎，1932年4月27日—2015年5月8日） 是一位以色列史研究者以及法国史研究专家，她师从雅各布·托曼，曾在海法大学担任通史教授。

## 人物生平
1932年，米丽娅姆·雅德妮出生于一个中产阶级的犹太家庭，位于罗马尼亚多民族地区巴纳特蒂米什瓦拉马里卡·雅各布维茨。1950年，她移民到以色列，在耶路撒冷Ulpan Etzion学习希伯来语，并在马丁·布伯创立的教学神学院进修。在耶路撒冷希伯来大学，获得了世界历史和法国文化学士学位以及历史学硕士学位。她的硕士论文于1961年在雅各布·托曼的指导下撰写，主要研究法国犹太无政府主义者和记者贝尔纳·拉扎尔的生平及作品。1963年，在索邦大学获得博士学位，师从罗兰·穆尼耶。旅法期间，她在社会科学高等学院进修。
在海法市市长阿巴·胡希的邀请之下，雅德妮回到海法大学任教。1975年，被任命为海法大学世界历史系主任，并创立了海法大学法国史研究所。
雅德妮的作品主要研究近代早起法国民族意识以及法文语境之下的宗教少数派等议题，尤其是胡格诺派和犹太人。她对宗教迫害和早期现代反犹太主义兴趣浓厚。广泛而富有见地的出版作品使她成为该领域的佼佼者。
雅德妮是法国国家科学研究中心、波尔多大学以及波尔多第三大学等高等学校客座教授。2001年退休，但仍继续积极研究项目直至去世。在此期间，出版了多部著作并且发表了多篇论文，并多次参加以色列和国外的会议。

## 主要奖项
- 1998年，雅德妮因在通史领域的成就被授予1998年以色列奖。[2]
- 2007年，获得了以色列EMET艺术、科学和文化奖。[3]

## 主要作品
- 《宗教战争期间的法国民族意识》[4]
- 《路易十四的乌托邦与反叛》[5]
- 《新教徒避难所》[6]
- 《法国新教与反犹太主义》
- 《近代欧洲早期的反犹主义思潮》[7]
- 《重新思考历史：宗教战争时期的胡格诺派历史学家》
- 《胡格诺派避难所：同化与文化》[8]
- 《文艺复兴到启蒙运动期间法国民族身份考察》[9]
- 《胡格诺派和犹太人》
- 《圣巴塞洛缪的反暴君派》
- 《法国历史上的犹太人》[10]
- 《意识形态与宣传》[11]
- 《两次基督教改革：传播与传播》